# Anfiteatro romano di Avella
L'anfiteatro romano di Avella, situato nel settore sud-orientale della città antica, in un'area precedentemente già occupata da strutture abitative del periodo sannitico costituisce l'opera architettonica di epoca romana più importante della città. L'area rappresenta il primo nucleo del Parco Archeologico dell'antica Abella. Nel 2016 l'area archeologica ha fatto registrare 1 954 visitatori.

## Storia e descrizione
Tra gli edifici romani della città il meglio noto è l'anfiteatro, eretto in opus reticulatum di tufo forse non molto dopo la deduzione della colonia, come quello di Pompei, di cui ricalca all'incirca le dimensioni.
Fu appoggiato all'angolo sud-orientale delle mura ed in parte al pendio naturale, e solo la parte meridionale poggia su grosse costruzioni a volta, mentre l'arena si trova sotto il livello circostante. Sono ben conservati i due vomitorii principali nell'asse maggiore dell'ellisse (itinera magna) con ambienti laterali, e il podio che divideva la curva dall'arena, e dei sedili in tufo dell'ima cavea interrotti in corrispondenza dell'asse minore da podii (tribunali); è rimasto abbastanza per permettere la ricostruzione. Un'immagine schematica dell'edificio è pervenuta sul fianco di una base onoraria di età imperiale. Nel tardo impero fu iniziata la costruzione di stalle nel podio, poi rimasta interrotta dagli eventi che precipitarono con la dissoluzione dell'impero romano d'Occidente.